# 니븐붓꽃아과
니븐붓꽃아과(Niven--亞科, 학명: Nivenioideae 니베니오이데아이[*])는 붓꽃과의 아과이다.

## 하위 분류
- 니븐붓꽃속(Nivenia Vent.)
- Klattia Baker
- Witsenia Thunb.